# سلاحف النينجا 2 : المستقنع السري (فلم)
فيلم سلاحف النينجا الجزء الثاني : المستنقع السري، (بالإنجليزية:Teenage Mutant Ninja Turtles II: The Secret of the Ooze) هو فيلم حركة وإثارة أمريكي، أنتج سنة 1991م من قبل شركة نيو لاين سينما .
تدور القصة حول السلاحف الأربعة، يبحثون عن المستنقع السري، إلا أن المسوخ أرادوا منعه.

## الميزانية والإيرادات
بلغت تكلفة إنتاج الفيلم حوالي 25 مليون دولار بينما حقق أرباحا تقدر بـ 78.6 مليون دولار.

## انظر ايضاً
- سلاحف النينجا
- سلاحف النينجا 3

## وصلات خارجية
- Teenage Mutant Ninja Turtles II: The Secret of the Ooze at the Official Ninja Turtles website.
- مقالات تستعمل روابط فنية بلا صلة مع ويكي بيانات
- Teenage Mutant Ninja Turtles II: The Secret of the Ooze at الطماطم الفاسدة
- Soundtrack information at the Official Ninja Turtles website.